# Droit de passage (droit)
Pour les articles homonymes, voir Droit de passage.
Ne doit pas être confondu avec Droit d'accès à la nature.

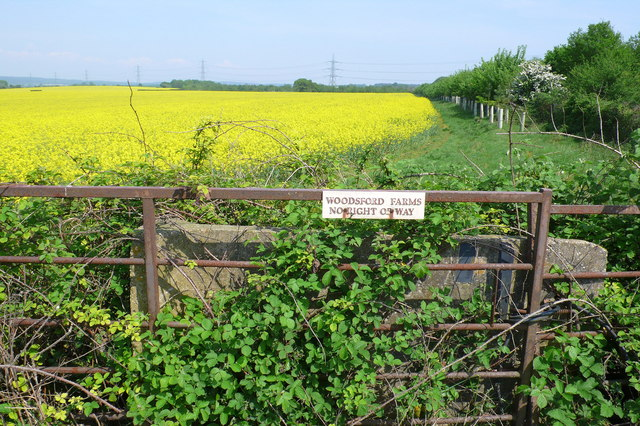
Pas de droit de passage au Dorset, Angleterre.

Le droit de passage est un terme utilisé pour décrire « le droit légal, établi par l'usage ou la concession, de passer selon un itinéraire spécifique par des terrains ou des biens appartenant à un autre » ou « un chemin ou une voie faisant l'objet d'un tel droit ». Un droit d'accès similaire existe également sur certains terrains publics (Public land aux États-Unis). Au Canada, en Australie et en Nouvelle-Zélande, ces terres peuvent également être appelées Terres de la Couronne.
Dans certains pays, en particulier en Europe du Nord, où la liberté de se déplacer a historiquement pris la forme de droits publics généraux (L’allemansrätt suédois, l’allemannsrett norvégien et le jokamiehenoikeus finlandais), le droit de passage peut ne pas se limiter à des voies ou sentiers spécifiques. Alternativement, le droit de passage peut être limité. 
Lorsqu'une personne possède un terrain qui est bordé de tous côtés par des terres appartenant à d'autres, un tribunal sera obligé d'accorder à cette personne un droit de passage à travers les terres limitrophes, ce que l'on appelle aussi en français « servitude de passage ».

## Définitions alternatives
En français le droit de passage peut avoir la signification supplémentaire d'une taxe à payer pour obtenir de passer outre un passage obligé : une poterne, un gué, une mer à bord d'un bateau, etc. En anglais Passage fee (en)
En anglais, le terme Right of way a deux autres définitions possibles :
- Right of way (transportation) (en), principalement dans le transport américain, une sorte de servitude accordée ou réservée sur le terrain pour le transport, que ce soit pour une autoroute, un sentier public, un chemin de fer, un canal ainsi que des lignes de transport d'électricité, les oléoducs et gazoducs ;
- Right of way les règles de priorité de la circulation. Le New Oxford Dictionary le définit comme « le droit légal d'un piéton, d'un véhicule ou d'un navire d'avoir préséance sur les autres dans une situation ou un lieu particulier », et dans les conventions de randonnée, où lorsque deux groupes de randonneurs se rencontrent sur un sentier escarpé, une coutume s'est développée dans certaines régions où le groupe se déplaçant en amont a droit de passage sur l'autre.

## En France

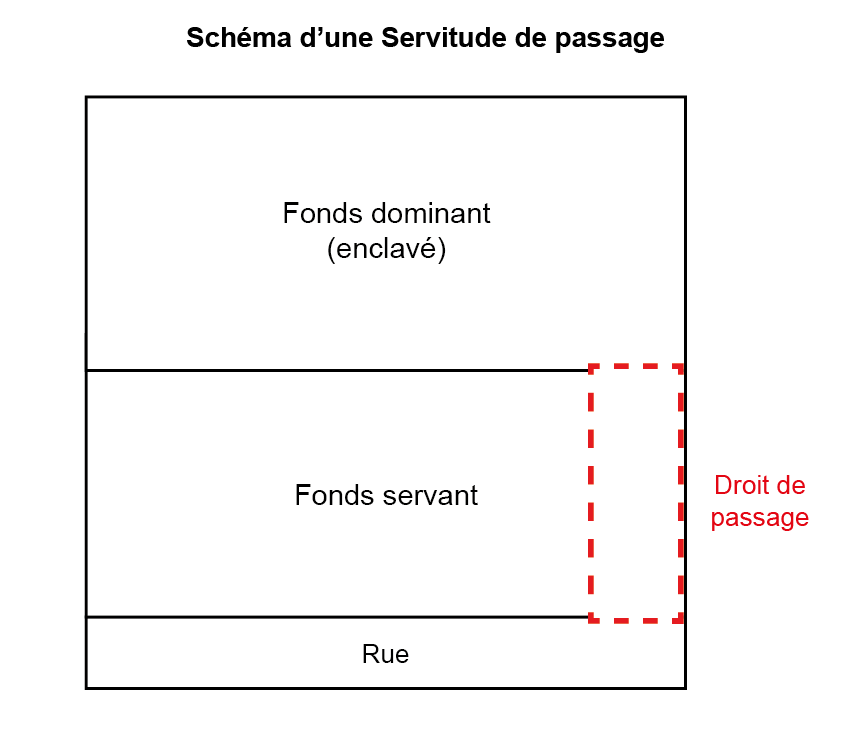
Schéma d'une servitude de passage

En France, un droit de passage est une servitude unilatérale reconnue aux propriétaires d'un terrain n'ayant pas d'accès à la voie publique ou ayant un accès insuffisant. Ce droit est codifié dans le Code civil aux articles 682 à 685-1. Lorsqu’une enclave est avérée, le propriétaire du fonds enclavé peut exiger un passage sur le terrain voisin, appelé fonds servant, afin d’accéder à la voie publique. Ce passage doit être établi en tenant compte du trajet le plus court et de l’impact le plus réduit pour le fonds servant. L’assiette de la servitude est généralement déterminée à l’amiable entre les propriétaires. En cas de désaccord, le juge peut être saisi pour fixer les conditions d’exercice du droit de passage.
La servitude de passage entraîne une indemnisation au profit du propriétaire du fonds servant, proportionnelle au préjudice causé. Cette indemnité peut inclure des compensations pour la perte de jouissance du terrain, la réduction de sa valeur ou encore l’entretien de la voie d’accès.

### Cas particuliers et limitations
La servitude de passage peut être établie soit par convention entre les propriétaires, soit par application de la loi. Lorsqu’elle résulte d’un accord entre les parties, il s’agit d’une servitude conventionnelle, dont les conditions d’exercice sont librement définies. En revanche, lorsqu’un terrain est enclavé et que son propriétaire ne dispose pas d’un accès suffisant à la voie publique, la loi impose la création d’une servitude légale de passage. Dans ce cas, son tracé et son indemnisation sont déterminés en fonction des dispositions du Code civil.
L’usage de la servitude de passage doit être conforme à sa destination initiale et ne pas causer un préjudice excessif au propriétaire du fonds servant. Le bénéficiaire doit veiller à ne pas en aggraver la charge, que ce soit par une utilisation abusive ou par des aménagements non autorisés. Toute modification des conditions d’exercice, comme un élargissement du passage ou un changement d’usage (par exemple, un passage destiné aux piétons utilisé pour des véhicules), nécessite l’accord du propriétaire du fonds servant. En cas de désaccord, une action en justice peut être engagée afin de statuer sur les nouvelles modalités d’utilisation.
Lorsque l’enclavement d’un terrain résulte d’une division de propriété, le propriétaire ayant procédé à la division doit accorder un droit de passage au profit du lot enclavé. Cette servitude est alors imposée sans indemnité, sauf si l’acte de vente prévoit des conditions particulières. Cette disposition vise à garantir que chaque parcelle issue de la division conserve un accès fonctionnel à la voie publique, évitant ainsi la création d’une enclave artificielle.

### Extinction de la servitude
La servitude de passage s’éteint lorsque le fonds enclavé acquiert un accès suffisant à la voie publique. Cela peut résulter de l’achat d’un terrain adjacent, de l’aménagement d’un nouvel accès ou de la création d’une voie publique desservant le fonds précédemment enclavé. Dans ce cas, l’extinction peut être officialisée par un acte notarié ou une décision de justice.
Par ailleurs, un non-usage prolongé de la servitude peut également entraîner son extinction par prescription extinctive, après 30 ans d’inutilisation.

## Dans le monde

### États-Unis
Aux États-Unis, un droit de passage est normalement créé comme une forme de servitude. La servitude peut être une servitude adjacente (easement appurtenant), qui profite à une propriété voisine, ou une servitude brute (easement in gross), qui profite à une autre personne ou entité, par opposition à une autre parcelle de terrain.

### Nouvelle-Zélande
Il y a un accès public étendu en Nouvelle-Zélande, y compris les cours d'eau et la côte, mais il est « souvent fragmenté et difficile à localiser ».

### République d'Irlande
En république d'Irlande, les droits de passage des piétons aux églises, connus sous le nom de chemins de messe (mass path), existent depuis des siècles. Dans d'autres cas, la loi moderne n'est pas claire. D'une part, les lois de l'époque victorienne sur les servitudes protègent les droits du propriétaire, amplifiés par la constitution de 1937, qui stipule qu'un droit de passage doit être spécifiquement destiné à un usage public. S'opposant à ceux-ci, ceux qui réclament des droits de passage généraux reviennent à une position anti-landed gentry qui a duré depuis la Land War des années 1880. Les droits de passage peuvent être revendiqués par Adverse possession, mais la preuve d'une utilisation continue peut être difficile à prouver. Une affaire entendue en 2010 concernant des revendications sur la succession de Lissadell House était fondée sur les lois historiques, depuis modifiées par la Land and Conveyancing Law Reform Act de 2009.
La loi de 2009 a aboli la doctrine de la concession moderne perdue (lost modern grant), et permet à un utilisateur de revendiquer un droit de passage après 12 ans d'utilisation sur des terres privées appartenant à un autre, 30 ans sur des terres publiques et 60 ans sur l'estran. La demande doit être confirmée par une ordonnance du tribunal et dûment enregistrée, un processus coûteux. L'utilisateur doit prouver une « jouissance sans emploi de la force, sans secret et sans le consentement oral ou écrit du propriétaire », une reformulation du principe séculaire de Nec vi, nec clam, nec precario.

### Royaume-Uni

#### Angleterre et Pays de Galles

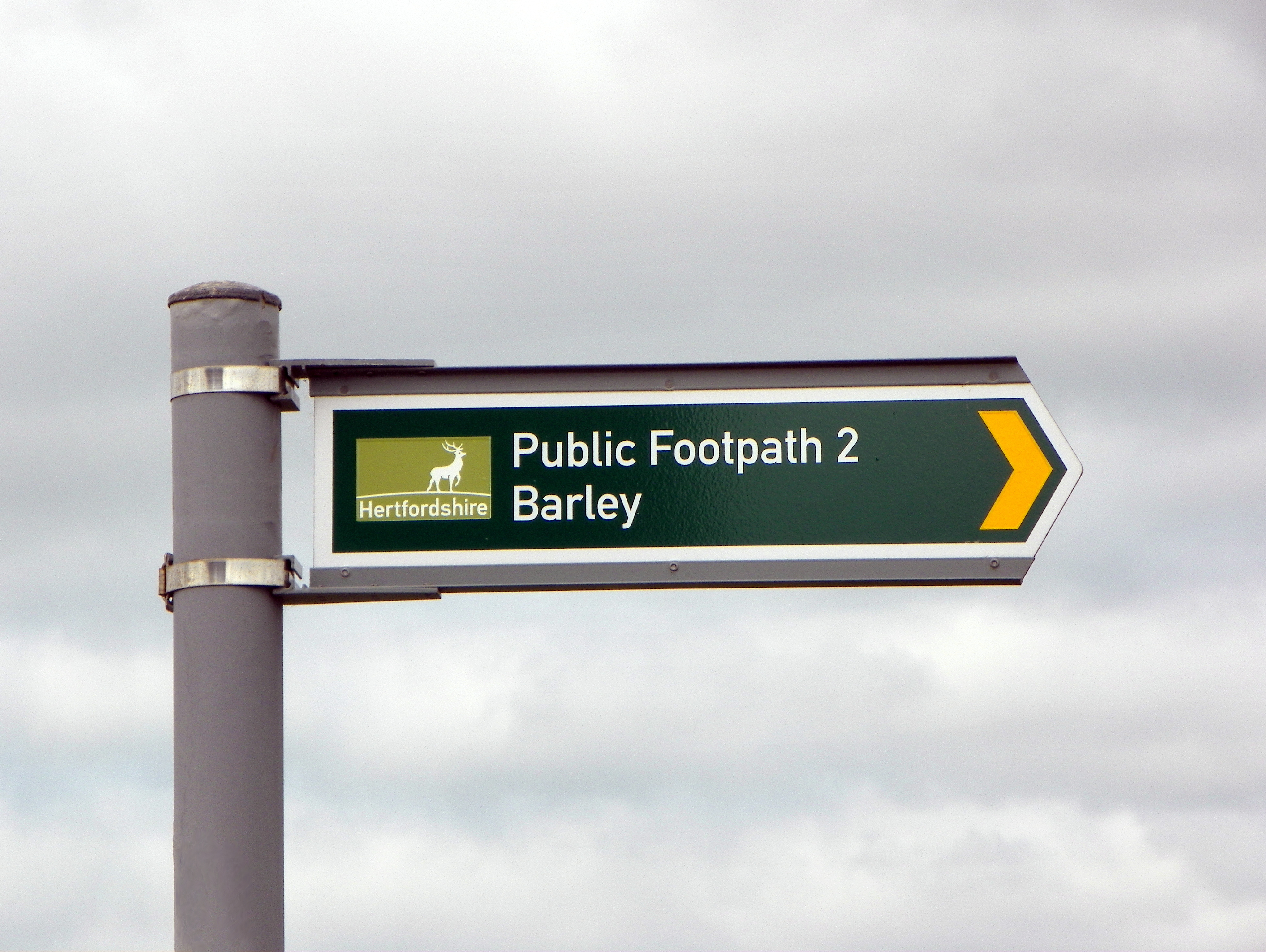
Accès public Hertfordshire.

En Angleterre et au Pays de Galles, à l'exception des 12 arrondissements de l'Inner London et de la cité de Londres, les droits de passage publics sont des voies sur lesquelles le public a le droit légal de passer et de re-passer. La loi en Angleterre et au Pays de Galles diffère de celle en Écosse en ce sens que les droits de passage n'existent que lorsqu'ils sont désignés (ou peuvent être désignés s'ils ne le sont pas déjà) alors qu'en Écosse, toute route répondant à certaines conditions est définie comme droit de passage et, en outre, il existe une présomption générale d'accès à la campagne. Des droits de passage privés ou des servitudes existent également.
Les sentiers pédestres et autres droits de passage dans la majeure partie de l'Angleterre et du Pays de Galles sont indiqués sur des cartes définitives. Une carte définitive est un registre des droits de passage publics en Angleterre et au Pays de Galles. En droit, c'est l'enregistrement définitif de la localisation d'un droit de passage. L'autorité routière (normalement le conseil de comté, ou l'autorité unitaire dans les régions à système à un seul niveau) a l'obligation légale de maintenir une carte définitive, bien que dans les parcs nationaux, la National park authority assure habituellement la maintenance de la carte.

##### Londres
Des cartes définitives des droits de passage ont été compilées pour l'ensemble de l'Angleterre et du Pays de Galles à la suite de la loi de 2000 sur les campagnes et les droits de passage (Countryside and Rights of Way Act 2000), à l'exception des douze arrondissements de Londres qui, avec la cité de Londres, ne sont pas couverts par la loi.
Afin de protéger les droits de passage existants à Londres, les Ramblers (les randonneurs) ont lancé en 2010 leur campagne « Putting London on the Map » dans le but d'obtenir « la même protection juridique des sentiers de la capitale que ceux qui existent déjà en Angleterre et au Pays de Galles » ; la législation permet aux arrondissements d'Inner London de choisir de produire des cartes définitives s'ils le souhaitent, mais aucun ne le fait.
L'événement de lancement « Putting London on the Map » a eu lieu à la British Library, et depuis lors, « L'Inner London Area of the Ramblers a travaillé avec le personnel du bureau central des randonneurs (Ramblers Central Office) pour essayer de persuader chacun des arrondissements de Londres de produire des cartes définitives des droits de passage ».
En 2011, le conseil de Lambeth a adopté une résolution visant à créer une carte définitive pour leur arrondissement, mais cela n'existe pas encore. La cité de Londres a produit une carte d'accès public. Des cartes définitives existent pour les arrondissements d'Outer London.

##### Chemins permissifs
Certains propriétaires permettent l'accès sur leurs terres sans consacrer de droit de passage. Ceux-ci sont souvent physiquement indiscernables des droits de passage publics, mais ils peuvent être soumis à des restrictions. Ces voies sont souvent fermées au moins une fois par an, de sorte qu'une emprise permanente ne peut être établie par la loi.

#### Écosse
En Écosse, un droit de passage est une route sur laquelle le public a pu passer sans encombre pendant au moins 20 ans. L'itinéraire doit relier deux « lieux publics », tels que les villages, les églises ou les routes. Contrairement à ce qui se passe en Angleterre et au Pays de Galles, les autorités locales écossaises n'ont aucune obligation d'indiquer les droits de passage. Cependant, l'organisme de bienfaisance Scotways, formé en 1845 pour protéger les droits de passage, enregistre et marques les routes.

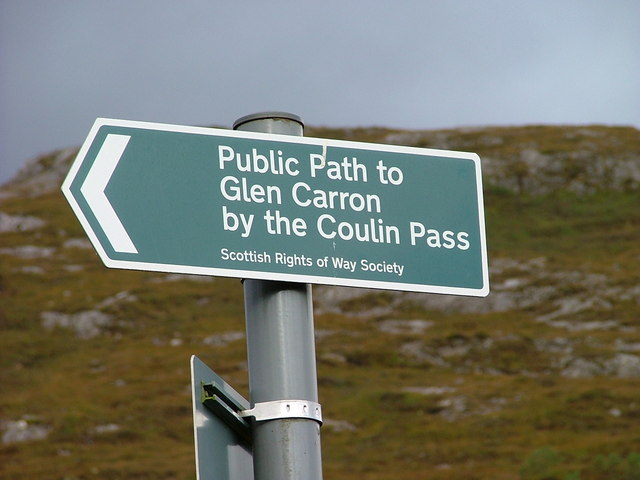
Signalisation Scotways pour un « chemin public ».

La loi sur la réforme agraire (Écosse) de 2003 a codifié en droit les pratiques d'accès traditionnelles, non motorisées, à la terre et à l'eau. En vertu de la loi de 2003, une explication en langage clair des droits est publiée par Scottish Natural Heritage ; le Scottish Access Code de 2005. Certaines catégories de terres sont exclues de cette présomption d'accès libre, comme les terrains de chemin de fer, les aérodromes et les jardins privés[13].
La section 3 du Code d'accès explique en détail comment les gestionnaires de terres sont autorisés à restreindre l'accès pour une période limitée afin d'entreprendre des tâches de gestion. Ce droit de refuser l'accès public est communément [réf. nécessaire] exercé sans préavis par les opérateurs de tir, de foresterie ou de parcs éoliens. Ce droit de refuser l'accès du public ne s'étend pas aux droits de passage publics, comme expliqué aux paragraphes 2.16 et 3.41 de l'Access Code. En Écosse, le public a un degré de liberté plus élevé sur les droits de passage que sur les terres ouvertes. Le blocage d'une droit de passage en Écosse est une obstruction criminelle en vertu de la loi sur les autoroutes, tout comme en Angleterre et au pays de Galles, mais le manque de cartes de droits de passage accessibles au public en Écosse en rend très difficile l'application.
Alors qu'en Angleterre et au Pays de Galles, les autorités routières ont le devoir de maintenir des cartes de droits de passage légalement reconnues, en Écosse, différentes législations s'appliquent et il n'existe aucun registre légalement reconnu des droits de passage. Cependant, il existe un catalogue national des droits de passage (National Catalogue of Rights of Way - CROW), compilé par la Société écossaise des droits de passage et d'accès (Scottish Rights of Way and Access Society - Scotways), en partenariat avec Scottish Natural Heritage, et avec l'aide des autorités locales. Il y a trois catégories d'emprises dans CROW :
- confirmée — routes déclarées être des droits de passage par une procédure légale ;
- affirmée — les routes qui ont été acceptées comme des droits de passage par le propriétaire, ou lorsque les autorités locales sont prêtes à prendre des mesures légales pour les protéger ;
- revendiquée — d'autres routes d'emprise, qui n'ont pas été défendues ou revendiquées, mais qui semblent répondre aux conditions de la common law et qui n'ont pas encore été contestées légalement.

#### Irlande du Nord
L'Irlande du Nord a très peu de droits de passage et l'accès à la terre en Irlande du Nord est plus restreint que dans d'autres parties du Royaume-Uni, de sorte que dans de nombreuses régions, les promeneurs ne peuvent profiter de la campagne qu'en raison de leur bonne volonté. La permission a été obtenue de tous les propriétaires fonciers sur les terres traversées par Waymarked Ways et Ulster Way. Une grande partie des terres publiques d'Irlande du Nord est accessible, par exemple Les terres du Service de l'eau et du Service des forêts, tout comme les terres appartenant à des organismes comme le National Trust et le Woodland Trust.
L'Irlande du Nord partage le même système juridique que l'Angleterre, y compris les notions sur la propriété des terres et les droits de passage, mais elle a sa propre structure judiciaire, son système de jurisprudence et sa législation spécifique sur l'accès.

## Droit d'errer

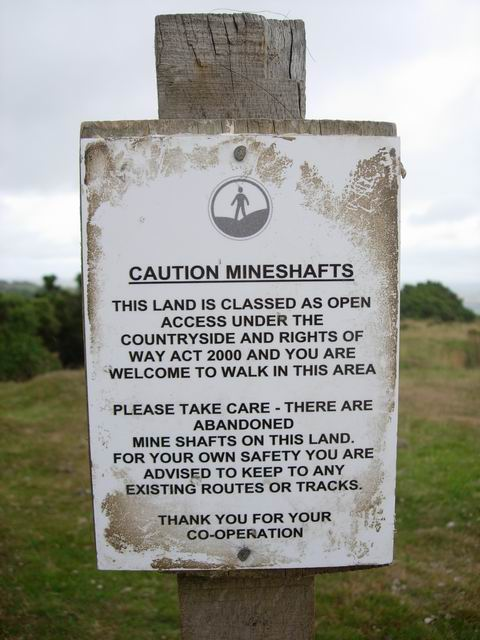
Écriteau sur le Bodmin Moor, Cornouailles, Angleterre citant la Loi sur les campagnes et les droits de passage, et notant que la terre est un accès libre.

La liberté d'errer (freedom to roam), ou le droit d’accès commun est le droit du grand public d'accéder à certaines terres publiques ou privées pour les loisirs et l'exercice. L'accès est autorisé sur tous les terrains ouverts, en plus des chemins et des pistes existants.
En Angleterre et au Pays de Galles, les droits d'accès du public s'appliquent à certaines catégories de terres principalement incultes, en l'occurrence « mountain, moor, heath, down and registered common land » « les terres communales enregistrées de montagne, de landes, de bruyère ». Les terres aménagées, les jardins et certaines autres zones sont spécifiquement exclus du droit d'accès. Les terres agricoles sont accessibles si elles entrent dans l'une des catégories décrites ci-dessus (Countryside and Rights of Way Act 2000). La plupart des forêts publiques ont un droit d'accès similaire en vertu d'un engagement volontaire de la Commission des forêts. Les personnes qui exercent le droit d'accès ont certaines obligations de respecter les droits des autres à gérer la terre et protéger la nature.
En Écosse et dans les pays nordiques de Finlande, d'Islande, de Norvège et de Suède, ainsi que dans les pays baltes d'Estonie, de Lettonie et de Lituanie, la liberté de circuler peut prendre la forme de droits publics généraux parfois codifiés en droit. L'accès est ancien dans certaines parties de l'Europe du Nord et a été considéré comme suffisamment basique pour ne pas être formalisé en droit jusqu'aux temps modernes. Ce droit inclut également généralement l'accès aux lacs et aux rivières, et donc des activités comme la natation, le canoë, l'aviron et la voile. La loi de 2003 sur la réforme agraire (Ecosse) confère à tous, les droits d'accès légaux à la plupart des eaux intérieures d'Écosse (à l'exclusion des véhicules motorisés), à condition qu'ils respectent les droits des autres.
Le British Canoe Union (BCU) sune charge d'une campagne d'accès aux fleuves pour ouvrir les voies navigables intérieures en Angleterre et au Pays de Galles au nom des membres du public. En vertu de la loi britannique actuelle, l'accès du public aux rivières est restreint et seulement 2 % de toutes les rivières en Angleterre et au Pays de Galles ont des droits d'accès public. La BCU utilise la campagne non seulement pour sensibiliser le public aux problèmes d'accès, mais pour essayer d'apporter des changements à la loi.
De nombreux pays tropicaux comme Madagascar ont des politiques historiques d'accès ouvert aux zones forestières ou sauvages.[réf. nécessaire]

## Public land
Certaines terres publiques longtemps considérées comme des terres publiques peuvent en fait être le territoire des peuples autochtones, dans les pays colonisés.

### Terres de la Couronne au Canada
Une grande partie du Canada est terre de la Couronne appartenant aux provinces. Certaines sont loués pour des activités commerciales, comme la foresterie ou l'exploitation minière, mais la plus grande partie est libre d'activités récréatives comme la randonnée, le vélo, le canot, le ski de fond, l'équitation, la chasse et la pêche, etc. en même temps, l'accès peut être restreint ou limité pour diverses raisons (par exemple, pour protéger la sécurité publique ou les ressources, y compris la protection des plantes et des animaux sauvages). Dans les territoires canadiens, les terres de la Couronne sont administrées par le gouvernement fédéral canadien. Les parcs nationaux du Canada ont été créés à partir de terres de la Couronne et sont également administrés par le gouvernement fédéral. Il y a aussi des parcs provinciaux et des réserves naturelles qui ont été créés de la même façon. Les peuples autochtones du Canada peuvent avoir des droits spécifiques sur les terres de la Couronne établies en vertu de traités signés lorsque le Canada était une colonie britannique et revendiquent la propriété de certaines terres de la Couronne.

### Terres de la Couronne en Australie
Une grande partie de la superficie de l'Australie est constituée de terres de la Couronne, administrées par les États australiens. Il s'agit principalement de baux pastoraux, de réserves autochtones et de terres de la Couronne « non attribuées ». L'accès à ce dernier est normalement autorisé à des fins récréatives, bien que les véhicules motorisés soient tenus de suivre les routes.

### Terres publiques aux États-Unis
La plupart des terres publiques (public lands) gérées par l'État et le gouvernement fédéral sont ouvertes à des fins récréatives. Les possibilités de loisirs dépendent de l'agence de gestion, et couvrent toute la gamme des grands espaces libres et non aménagés du Bureau of Land Management aux parcs nationaux et parcs d'État américains hautement développés et contrôlés. Les refuges fauniques et les aires de gestion de la faune, gérés principalement pour améliorer l'habitat, sont généralement ouverts à l'observation de la faune, à la randonnée et à la chasse, à l'exception des fermetures pour protéger l'accouplement et la nidification. Les forêts nationales ont généralement un mélange de sentiers entretenus et de routes, de zones sauvages et non aménagées, et ont développé des aires de pique-nique et de camping.

## Estran
Les droits de passage publics existent fréquemment sur l'estran  des plages. Dans les discussions juridiques, l'estran est souvent appelé wet-sand area (zone de sable humide).
Pour les plages privées aux États-Unis, certains États comme le Massachusetts utilisent la ligne de basse mer comme ligne de démarcation entre la propriété de l'État et celle du propriétaire de la plage. D'autres États comme la Californie utilisent la marque des hautes eaux.
Au Royaume-Uni, l'estran est généralement réputé appartenir à la Couronne, bien qu'il existe des exceptions notables, en particulier ce qu'on appelle several fisheries  qui peuvent être des actes historiques au titre, datant de l'époque de Jean sans Terre ou plus tôt, et l'Udal Law qui s'applique généralement dans les Orcades et les Shetland. Alors que dans le reste de la Grande-Bretagne, la propriété des terres ne s'étend qu'à la ligne des hautes eaux, et que la Couronne est réputée posséder ce qui se trouve en dessous, dans les Orcades et les Shetland, elle s'étend jusqu'au plus bas. Lorsque l'estran appartient à la Couronne, le public a accès sous la ligne de marée haute.
En Grèce, selon la loi L. 2971/01, la zone d'estran est définie comme la zone de la côte qui pourrait être atteinte par l'escalade maximale des vagues sur la côte (montée maximale des vagues sur la côte) dans leur capacité maximum (maximum se référant aux «vagues d'hiver habituellement maximales» et bien sûr pas aux cas exceptionnels, tels que les tsunamis, etc.). La zone d'estran, en dehors des exceptions dans la loi, est publique, et les constructions permanentes n'y sont pas autorisées.
Comme dans le cas de la partie de sable sec d'une plage, des différends juridiques et politiques peuvent surgir au sujet de la propriété et de l'utilisation publique de l'estran. Un exemple récent est la controverse sur l'estran et les fonds marins de la Nouvelle-Zélande incluant les revendications territoriales des Maoris. Cependant, la loi de 2011 sur les zones marines et côtières (Takutai Moana) garantit un accès public gratuit.